# Philipp Neumann
Philipp Neumann (Karlsruhe, 1973) is een Duitse luthier. Hij was oorspronkelijk gevestigd in Leipzig en maakt voornamelijk klassieke gitaren.
Neumann heeft met verschillende luthiers samengewerkt zoals Stephan Schlemper. 
In 2019 verhuisde zijn atelier naar Antwerpen. 

## Erkenningen
- 2004: Talentenprijs voor techniek tijdens het Internationale Handwerkbeurs in München
- 2007: Designprijs uitgereikt door de deelstaat Saksen